# Condado de Du-Quesne
El Condado de Du-Quesne es un título nobiliario francés otorgado por el rey Luis Felipe I de Francia (Casa de Orleans, último rey de los franceses), el 23 de noviembre de 1831, a favor de Jerónimo de Du-Quesne y Rostán de Estrada, Teniente Coronel de Lanceros y caballero de la Orden de Isabel la Católica.
El título recibió sucesivas Reales Autorizaciones para su uso en España, la última de ellas el 18 de diciembre de 1978; anterior a ella, el 23 de junio de 1959, etc. En dichas autorizaciones, el beneficiario concreto, 

...conservando el caracter de su procedencia, puede usar en España el título extranjero de Conde de Du-Quesne.
(Decretos citados)

El actual titular, desde 1979, es José María de Rato y Cáncer.

## Armas
«En campo de plata, un león rampante, de sable.»

## Condes de Du-Quesne
|                                                    | Titular                                            | Periodo                                            |
| Creado en 1831 por el rey Luis Felipe I de Francia | Creado en 1831 por el rey Luis Felipe I de Francia | Creado en 1831 por el rey Luis Felipe I de Francia |
| -------------------------------------------------- | -------------------------------------------------- | -------------------------------------------------- |
| I                                                  | Jerónimo de Du-Quesne y Rostán de Estrada          | 1831-1841                                          |
| II                                                 | Ana de Du-Quesne O'Farrill                         | 1841-?                                             |
| III                                                | José María de Rato y de Du-Quesne                  |                                                    |
| IV                                                 | José María de Rato y Rodríguez-Sampedro            | 1959-1976                                          |
| V                                                  | José María de Rato y Cáncer                        | 1978-actual titular                                |

## Historia de los condes de Du-Quesne
- Jerónimo de Du-Quesne y Rostán de Estrada (1801-1841), I conde de Du-Quesne,  Teniente Coronel de Lanceros y caballero de la Orden de Isabel la Católica.

1. Casó en La Habana, en 1838, con María Josefa O'Farrill y Herrera.

Le sucedió su hija única:
- Ana de Du-Quesne O'Farrill, II condesa de Du-Quesne.

1. Casó con Apolinar de Rato y Hevia (Gijón, 1830- Madrid, 1894).

Le sucedió su hijo primogénito:
- José María de Rato y de Du-Quesne (La Habana, 1866-1919), III conde de Du-Quesne.  (Abuelo de Rodrigo de Rato y Figaredo).

1. Casó con Concepción Rodríguez-Sampedro Alvargonzález (n.1870-1957)

Le sucedió su hijo primogénito:
- José María de Rato y Rodríguez-Sampedro (1893-1976),[5] IV conde de Du-Quesne,[4] Ingeniero Industrial.

1. Casó con Irene Rodríguez de Moldes y Gallego.

Le sucedió su nieto (hijo de su hijo José María de Rato y Rodríguez de Moldes, y de la esposa de este, María Teresa Cancer Lalanne):
- José María de Rato y Cáncer (n.1964),  V conde de Du-Quesne.[3]

1. Casó con Carmen del Campo Restegui (n.1970). Con descendencia.

Actual titular.